# Le Châtelet-en-Brie
Le Châtelet-en-Brie is een gemeente in het Franse departement Seine-et-Marne (regio Île-de-France) en telt 4473 inwoners (2005). De plaats maakt deel uit van het arrondissement Melun.

## Geografie
De oppervlakte van Le Châtelet-en-Brie bedraagt 22,7 km², de bevolkingsdichtheid is 197,0 inwoners per km².
De onderstaande kaart toont de ligging van Le Châtelet-en-Brie met de belangrijkste infrastructuur en aangrenzende gemeenten.

## Demografie
Onderstaande figuur toont het verloop van het inwonertal (bron: INSEE-tellingen).